# Europa '51
Europa '51 es una película neorrealista italiana de 1952 dirigida por Roberto Rossellini, protagonizada por Ingrid Bergman y Alexander Knox. La película sigue a la esposa de un industrial que, tras la muerte de su pequeño hijo, se inclina hacia un humanitarismo riguroso.
La película se presentó en el 13.º Festival Internacional de Cine de Venecia el 12 de septiembre de 1952, donde ganó el Premio del Jurado Internacional. La protagonista Ingrid Bergman ganó el Nastro d'argento como mejor actriz protagonista. También fue nominada a la Copa Volpi como mejor intérprete femenina, pero no pudo ser premiada por haber sido doblada (por Lydia Simoneschi).
Europa '51 se remonta a la llamada «Trilogía de la soledad» de Rossellini, junto con Stromboli (1950) y Viaggio in Italia (1954). En Venecia, la película recibió una acogida bastante dura, a pesar del premio que ganó, y durante muchos años fue reseñada por la prensa como una película abiertamente didáctica, pero carente de la pasión de Stromboli o Viaggio in Italia. Sólo en años posteriores ha experimentado un resurgimiento del interés, en parte gracias a Martin Scorsese y su documental sobre el cine italiano My Voyage to Italy (1999).
En 2008, la película fue incluida en la lista de 100 películas italianas que deben salvarse del Ministerio de Patrimonio Cultural de Italia, una lista de 100 películas que «han cambiado la memoria colectiva del país entre 1942 y 1978».

## Argumento
Debido a una huelga laboral, Irene Girard, esposa del industrial estadounidense George Girard, regresa tarde a su apartamento en la Roma de la posguerra, donde ofrece una cena para sus familiares. Su pequeño hijo Michel lamenta que apenas tenga tiempo para él, a lo que ella responde que es hora de que crezca y deje de ser demasiado sensible. Durante la cena, los invitados se involucran en un debate sobre política. Mientras André, el primo de Irene, un comunista que escribe en un periódico político, predice la paz en el mundo, un amigo conservador de Irene está convencido de que el mundo se encamina directamente hacia la guerra. La fiesta termina abruptamente cuando Michel cae por las escaleras del edificio y es hospitalizado por una fractura de hueso de la cadera. En el hospital, Irene se entera de que Michel podría haberse lastimado a propósito para recibir atención. Irene le promete a Michel que a partir de ahora estará siempre con él. Cuando Michel muere poco después a causa de un coágulo de sangre, Irene cae en una crisis.
Al cabo de unos días, André llama a Irene y ella accede a reunirse con él. Al igual que su marido y su madre, él la insta a encontrar una salida a su estado actual y a dejar de culparse por la muerte de Michel. André afirma que si hay alguien a quien culpar, es a la sociedad de posguerra y al hecho de que los niños crezcan con miedo durante la guerra. Le cuenta a Irene sobre un niño condenado a morir porque su familia pobre no puede permitirse pagar los costosos medicamentos. Después de visitar la casa del niño con André, Irene, sacudida por las malas circunstancias en las que vive la familia, dona el dinero necesario para los medicamentos. En su próxima visita, la familia del niño y los vecinos le agradecen y se reúnen espontáneamente. Una joven vecina, Inés, aparece y se queja del ruido que le impide dormir. Los vecinos, hablando con desdén de ella, le cuentan a Irene que Inés se prostituye durante la noche.
Irene conoce a una joven que vive con seis hijos en una pequeña choza junto al río. Tres de los hijos son suyos, que tuvo con un amante que la abandonó, mientras que los otros tres son huérfanos acogidos por ella. Tras un pedido de Irene para que ayude a la joven, André le consigue un trabajo en una fábrica local. Poco antes de su primer día en la fábrica, la joven le dice a Irene que quiere conocer a un hombre que conoció y no puede presentarse en su trabajo. Irene la reemplaza, y estando en su lugar de trabajo, queda preocupada por las condiciones laborales. Cuando más tarde le cuenta a André su experiencia, él sostiene que los explotados deben ser liberados, incluso si eso significa el uso de la violencia. Irene rechaza su visión, ya que para ella el amor es la única respuesta a los problemas del mundo y dice que sueña con un paraíso tanto para los vivos como para los difuntos. En casa, George la acusa de tener una aventura con André.
Tras visitar una iglesia, Irene se topa con Inés, que acaba de tener un enfrentamiento con otras prostitutas por prostituirse en su barrio. Irene lleva a Inés de regreso a su casa, donde Inés tose sangre. La hace examinar por un médico, quien declara que Inés se encuentra en estado final de tuberculosis y que su caso no tiene remedio. Irene vela por Inés, quien finalmente muere a causa de su enfermedad. Cuando acude a una vecina para contarle la noticia, se encuentra a su hijo adolescente armado, que huye de la policía tras un robo a un banco. Irene lo ayuda a escapar, pero lo insta a entregarse por su propia voluntad.
Irene es detenida por la policía por ayudar a escapar a un delincuente. Cuando el ladrón adolescente se entrega y el abogado de George apela a la policía argumentando que Irene está en estado de shock tras la muerte de su hijo y que su marido es un importante representante de la industria estadounidense, ella es puesta bajo observación en un hospital psiquiátrico. Allí tiene una discusión con un sacerdote que valora su deseo de ayudar como de verdadero espíritu cristiano, pero sostiene que toda ayuda y acto de amor tiene que seguir ciertas normas. Irene no está de acuerdo y considera que estas regulaciones son responsables de los males de este mundo, que sólo pueden superarse con amor y compasión por uno mismo y por todos los demás. Poco después, es testigo del rescate de una reclusa de un intento de suicidio. Se acuesta junto a la mujer diciéndole que no está sola y que permanecerá a su lado.
Algún tiempo después, Irene es interrogada por un comité formado por representantes de la ley, el abogado de George y el director de la institución mental. Nuevamente, intenta explicar sus motivos diciendo que simplemente quiere ayudar a aquellos que necesitan ayuda y que la salvación sólo es posible si todos se salvan. Como su explicación no es suficiente desde un punto de vista político radical ni desde un punto de vista cristiano dogmático, se la declara mentalmente inestable e institucionalizada. Bajo la ventana de su habitación se han reunido la familia del pobre niño salvado, sus vecinos y la joven de la choza, llamándola santa. Irene los mira, llorando y sonriendo.

## Reparto
- Ingrid Bergman como Irene Girard.
- Alexander Knox como George Girard.
- Ettore Giannini como André Casatti.
- Giulietta Masina como «Passerotto», la joven que vive en la choza.
- Teresa Pellati como Inés.
- Marcella Rovena como la Sra. Puglisi.
- Tina Perna como Cesira.
- Sandro Franchina como Michel Girard.
- Maria Zanoli como la Sra. Galli.
- William Tubbs como el profesor Alessandrini.
- Alberto Plebani como Sr. Puglisi.
- Alfred Brown como sacerdote en la institución mental.
- Antonio Pietrangeli como psiquiatra.
- Gianna Segale como enfermera del hospital.
- Giancarlo Vigorelli como juez.
- Rossana Rory como enfermera rubia.

## Producción
Fascinado durante mucho tiempo por Francisco de Asís, a quien ya había dedicado su película Francisco, juglar de Dios (1950), Roberto Rossellini decidió situar a una persona del carácter del santo en la Italia de la posguerra y mostrar cuáles serían las consecuencias. Ante la respuesta crítica negativa a su trabajo y a los problemas de producción en Italia en ese momento, consideró realizar el proyecto en París. En la primera versión del guion, coescrito por Federico Fellini, Irene, divorciada de su marido y abandonada por su amante André, sale del hospital psiquiátrico y continúa su labor humanitaria según el dogma cristiano. Cuando comenzó el rodaje en noviembre de 1951 (para entonces ya se había asegurado la producción en Italia), el guion todavía estaba en proceso de reescritura antes de ser finalmente presentado a la censura en enero de 1952. En la versión final, la interpretación personal de Irene del cristianismo es rechazada por todas las instituciones, incluida la iglesia, y su hijo, con quien se reunió en el guion más antiguo, muere.
En una introducción producida para la televisión francesa en 1963, Rossellini citó a la filósofa y activista Simone Weil como otra influencia en el personaje principal de la película. Además, la historiadora de cine Elena Dagrada y la hija de Rossellini, Isabella, interpretaron a Irene como una proyección del intento del director de aceptar la muerte prematura de su primer hijo.
Los decorados de la película fueron diseñados por Virgilio Marchi, un veterano arquitecto futurista, junto con Ferdinando Ruffo. Para la versión en italiano, Ingrid Bergman fue doblada por Lydia Simoneschi.

## Lanzamiento
Europa '51 se estrenó en el Festival Internacional de Cine de Venecia el 12 de septiembre de 1952 en una versión de 118 minutos de duración, que fue acortada en 4 minutos antes de su estreno en los cines italianos el 8 de enero de 1953. Giulio Andreotti, responsable de la política gubernamental en materia de cine entre 1947 y 1953, había cuestionado, entre otros aspectos, la representación de la película de un comunista que cuida a un niño pobre y enfermo ignorando la tradición católica de caridad, y la yuxtaposición negativa del cristianismo de Irene con los representantes de la ley y la iglesia. Esto resultó en cambios y eliminaciones de contenido religioso y político antes del estreno de la película en septiembre, y nuevamente antes de su estreno en los cines italianos. Las escenas alteradas o cortadas incluyeron una línea en la que Irene se dirige a André como «la paloma de la paz», o citas religiosas de Irene en conversaciones con André y el sacerdote en el sanatorio. La versión para el mercado internacional duró 9 minutos menos que la versión del festival, omitiendo escenas como la de Irene viendo un noticiero sobre el traslado de los habitantes de un pequeño pueblo que debe dejar paso a un embalse, o su búsqueda de un médico para Inés.
La película tuvo sólo un éxito moderado entre los cinéfilos en Italia y menos aún en el extranjero. Estrenada bajo el título The Greatest Love en Estados Unidos en 1954, obtuvo poca atención y no se distribuyó en absoluto en Gran Bretaña.
En 2013, The Criterion Collection lanzó Europa '51 como parte de un conjunto de tres discos titulado 3 Films By Roberto Rossellini Starring Ingrid Bergman (que también contiene Stromboli y Viaggio in Italia), que incluía las versiones en inglés e italiano. La película también recibió repetidas proyecciones retrospectivas en festivales, incluido el Festival Internacional de Cine de Locarno en 1977, el Festival de Cine de Turín en 2000, y el festival Il Cinema Ritrovato en 2015.

## Recepción
Tras su estreno en el Festival de Cine de Venecia, Europa '51 fue duramente criticada tanto desde el punto de vista izquierdista como católico. Piero Regnoli de L'Osservatore Romano vio la película como la mejor de Rossellini en años, pero criticó la interpretación de los representantes de las autoridades religiosas y mundanas. En su reseña de 1954 para The New York Times, Bosley Crowther encontró palabras amables para la estrella Ingrid Bergman, pero descartó la película como «tristemente superficial y poco convincente». Por otra parte, el crítico francés André Bazin calificó Europa '51 como una «obra maestra maldita» que había sido mal juzgada por sus críticos.
En años más recientes, los críticos han reconsiderado las cualidades de la película. Al hacer una reseña del lanzamiento para medios domésticos de Criterion para The New Yorker en 2013, Richard Brody tituló Europa '51 como «una lección ejemplar en la realización de películas». El historiador de cine David Thomson, que escribe para The New Republic, calificó Europa '51 como la más interesante de las tres películas en el estreno de Criterion, señalando «una calma y una estructura existencial no evidente en las otras dos».

## Premios
Europe '51 recibió el Premio del Jurado Internacional en el Festival de Cine de Venecia. Ingrid Bergman ganó en 1953 el premio Nastro d'argento del Sindicato Nacional Italiano de Periodistas Cinematográficos y la Copa Volpi a la mejor actriz en el Festival de Cine de Venecia por su actuación.